# Cuculicola kui
Cuculicola kui är en insektsart som beskrevs av Kettle 1980. Cuculicola kui ingår i släktet Cuculicola och familjen fjäderlöss. Inga underarter finns listade i Catalogue of Life.